# María Dueñas
María Dueñas Vinuesa (Puertollano, 1964) é uma escritora espanhola. Ficou famosa em 2009 com O Tempo Entre Costuras, seu primeiro livro, que se converteu numa das obras mais vendidas da literatura espanhola nos últimos anos e foi traduzida para mais de vinte e cinco idiomas.

## Biografia
É professora titular de filologia inglesa na faculdade de Letras da Universidade de Múrcia, entrando em 1992 como professora associada, se tornou professora titular em 2003. Deu aulas em universidades norte-americanas e participou de diversos projetos educacionais, culturais e editoriais. Vive em Cartagena.

## Série de TV
Seu livro O Tempo Entre Costuras foi adaptado na Espanha para uma minissérie com 1 temporada e 17 episódios, foi transmitida no Brasil pela TV Brasil e em Portugal pela TVI. Para a página wikipedia em espanhol da série: es:El tiempo entre costuras (serie de televisión).

## Obras publicadas
- El tiempo entre costuras, 2009. O Tempo Entre Costuras No Brasil: (Planeta, 2010) e em Portugal: (Porto Editora, 2010)
- Misión Olvido, 2012. No Brasil: A Melhor História Está Por Vir (Planeta, 2012) / Em Portugal: Recomeçar (Porto Editora, 2014).
- La templanza, 2015. No Brasil: Destino: La Templanza (Planeta, 2015).
- Las hijas del Capitán, 2018.
- Sira (2021)